# الکساندر استروالدر

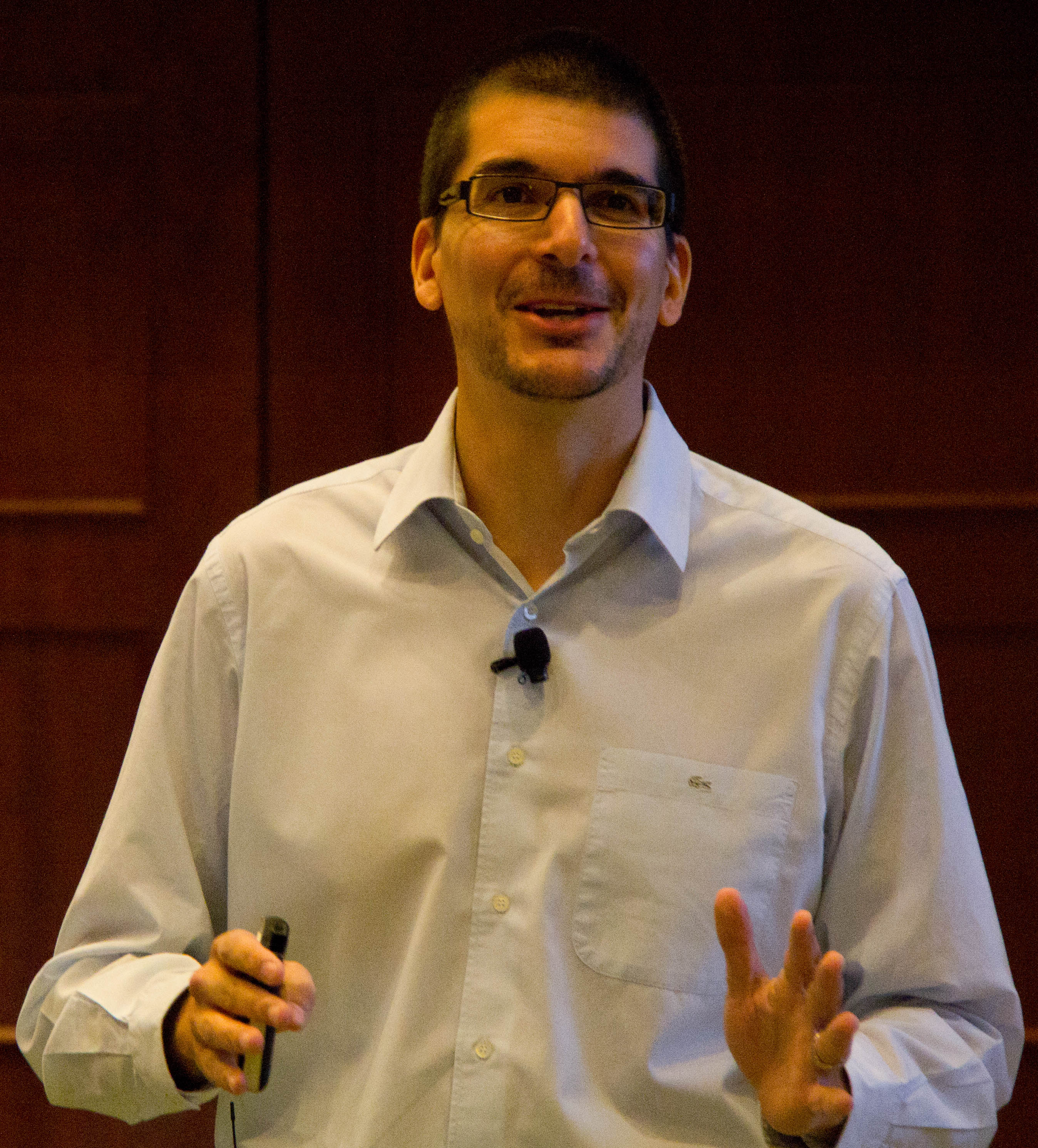
الکساندر اوستروالدر در کنفرانس تجارت نرم‌افزار ۲۰۱۱

الکساندر استروالدر (به انگلیسی: Alexander Osterwalder) (متولد ۱۳۵۳ خورشیدی) نظریه‌پرداز کسب‌وکار، نویسنده، سخنران، مشاور و کارآفرین سوئیسی است که به خاطر فعالیت‌هایش برروی مدل‌سازی کسب‌وکار و توسعه بوم مدل کسب‌وکار شناخته می‌شود.

## زندگی‌نامه
اوستروالدر متولد ۱۳۵۳ در سنت گالن سوئیس است. اوستروالدر کارشناسی ارشد خود را در رشته علوم سیاسی در سال ۱۳۷۹ در دانشگاه لوزان اخذ کرد و در سال ۱۳۸۳ نیز دکترای خود را در سیستم‌های اطلاعات مدیریت زیر نظر ایو پیگنور انجام داد. پایان‌نامه دکتری وی با عنوان " هستی‌شناسی مدل کسب و کار - پیشنهادی در رویکرد علم طراحی است.
در سال 1378، او اولین استارتاپ خود به نام Netfinance.ch را تأسیس کرد که بر سواد مالی تمرکز داشت. او در سال‌های 1379 تا 1380 خبرنگار مجله تجاری سوئیسی BILANZ بود و از 1379 تا 1384 به عنوان محقق ارشد در دانشگاه لوزان مشغول به کار بود؛ در همان زمانی که تحقیقات دکترای خود را تکمیل می‌کرد. در سال 1385 او وب‌سایت BusinessModelDesign.com را تأسیس کرد و در سال 1389 شرکت مشاوره‌ای Strategyzer را به‌طور مشترک بنیان‌گذاری کرد که مدل کسب‌وکار او (Business Model Canvas) را به بیش از 5 میلیون نفر ارائه داده است. در اواخر دهه 1379، استروالدر و تیمی متشکل از 470 نفر، مدلی برای توصیف مدل‌های کسب‌وکار منتشر کردند. این مدل هدف دارد تا مدلی برای توسعه ایده‌ها در مورد مدل کسب‌وکار برای کسب درآمد از داده‌ها ارائه دهد.